# Bogusław Gruchała
Bogusław Gruchała (ur. 1 października 1933, zm. 14 października 2016) – polski żołnierz, marynarz, komandor dyplomowany, morski oficer pokładowy niszczycieli i inżynier techniki nawigacji. W latach 1953–1991 służył w Marynarce Wojennej i dowodził ORP „Grom”, ORP „Warszawa” oraz 3 Flotyllą Okrętów. Służbę wojskową zakończył na stanowisku Szefa Zarządu Szkolenia Morskiego Dowództwa Marynarki Wojennej.

## Wykształcenie
Bogusław Piotr Gruchała urodził się w 1933 w Strzemieszycach. W latach 1953–1957 ukończył studia na Wydziale Pokładowym Oficerskiej Szkoły Marynarki Wojennej w Gdyni. W Wyższej Szkole Marynarki Wojennej w Gdyni odbył Wyższy Kurs Doskonalenia Oficerów w specjalności artyleria morska (1961), uzyskał zaocznie tytuł inżyniera nawigatora statku morskiego [1967) oraz zaliczył podyplomowe studia dowódcze (1973). Jest również absolwentem kursu z zakresu walki radioelektronicznej w Akademii Marynarki Wojennej ZSRR (1982).

## Służba wojskowa
Od 1957 do 1973 służył w Gdyni na niszczycielach, do 1971 w 7 Dywizjonie Niszczycieli, a następnie w 3 Flotylli Okrętów. Początkowo pływał w załodze okrętu projektu 30bis ORP „Grom”, na którym był kolejno dowódcą grupy artylerii (1957-1961), zastępcą dowódcy okrętu (1961-1964) i dowódcą okrętu (1964-1970). W 1970 został dowódcą niszczyciela rakietowego projektu 56AE ORP „Warszawa”.
W latach 1973–1987 pełnił służbę w Dowództwie 3 Flotylli Okrętów i zajmował kolejno stanowiska starszego oficera flagowego artylerii, szefa Wydziału Operacyjno-Szkoleniowego – zastępcy szefa Sztabu ds. operacyjno-szkoleniowych, zastępcy dowódcy ds. liniowych, szefa Sztabu – I zastępcy dowódcy oraz dowódcy tej jednostki wojskowej. Od 1987 do 1991 był Szefem Zarządu Szkolenia Morskiego w Dowództwie Marynarki Wojennej w Gdyni, po czym zakończył zawodową służbę wojskową. Pochowany został w kolumbarium Cmentarza Marynarki Wojennej w Gdyni Oksywiu.

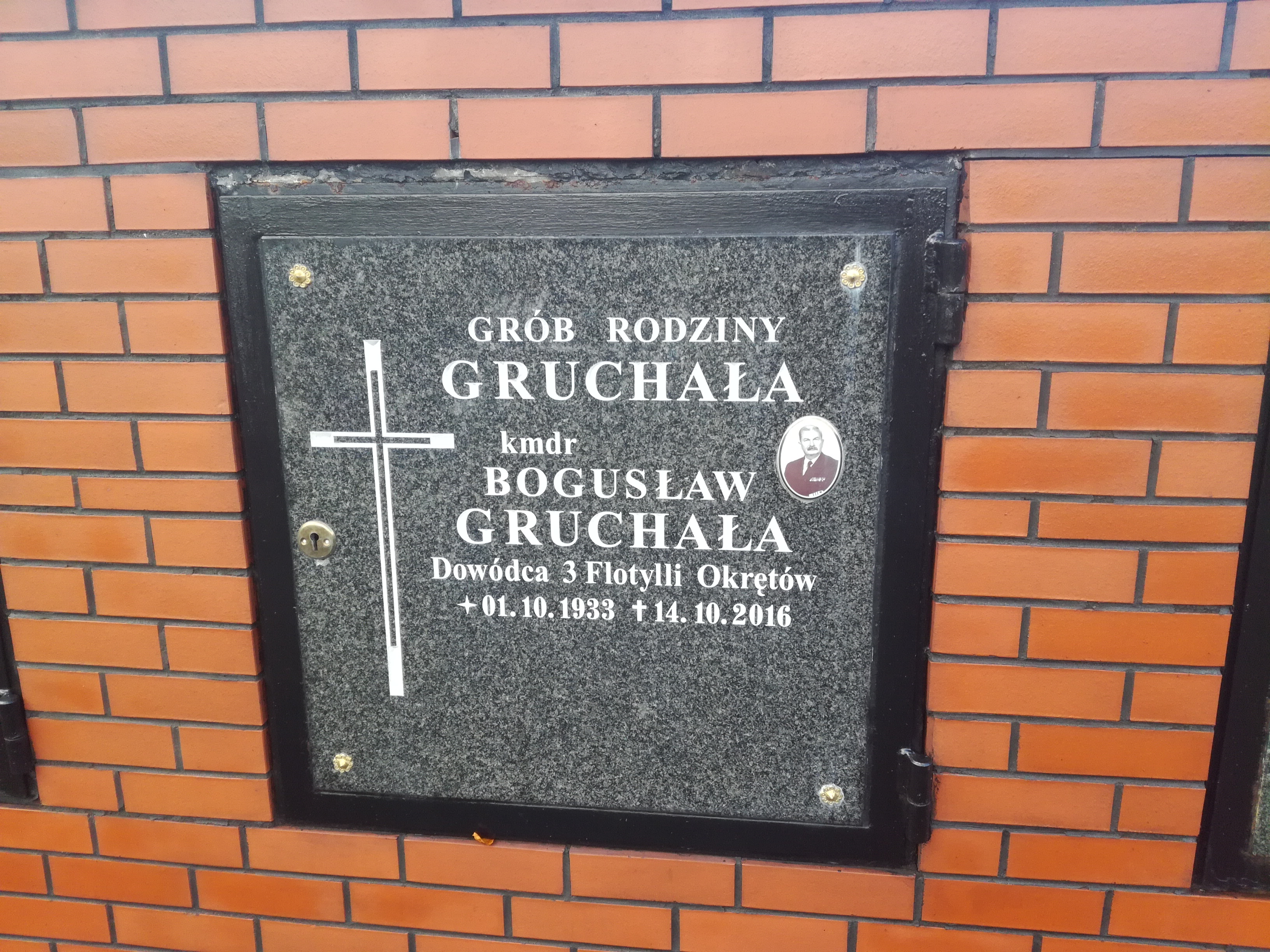
grób kmdra Bogusława Gruchały na Cmentarzu Marynarki Wojennej w Gdyni

Awansował kolejno na stopnie oficerskie:
| - podporucznika marynarki – 1957 - porucznika marynarki – 1960 - kapitana marynarki – 1965 | - komandora podporucznika – 1970 - komandora porucznika – 1974 - komandora – 1980 |

## Odznaczenia
- Krzyż Oficerski Orderu Odrodzenia Polski
- Krzyż Kawalerski Orderu Odrodzenia Polski
- Złoty Krzyż Zasługi
- Złoty Medal „Siły Zbrojne w Służbie Ojczyzny”
- Srebrny Medal Siły Zbrojne w Służbie Ojczyzny
- Brązowy Medal Siły Zbrojne w Służbie Ojczyzny
- Złoty Medal „Za zasługi dla obronności kraju”